# Globulinella benoistii
Globulinella benoistii là một loài Rêu trong họ Pottiaceae. Loài này được (Thér.) Magill mô tả khoa học đầu tiên năm 1977.